# NATO Tanácsadó, Vezetési és Irányítási Szervezet
A NATO Tanácsadó, Vezetési és Irányítási Szervezet – angolul NATO Consultation, Command and Control Organization, rövidítve NC3O – 1996-ban alakult meg. Feladata a NATO összefüggő, biztonságos, titkosított és interoperábilis vezetési, irányítási és híradó képességek biztosítása a Szövetség részére. A szervezet munkájában valamennyi NATO tagország részt vesz.
Az NC3O igazgató tanácsának szerepét a NATO Tanácsadó, Vezetési és Irányítási Tanács, rövidítve (NC3B) tölti be, ez a szervezet 
legfőbb döntéshozó testülete.